# Línea Koltsevaya (Metro de Moscú)

Trayecto de la línea Koltsevaya del Metro de Moscú.

La Línea Koltsevaya (en ruso Кольцева́я ли́ния, «Línea de anillo» o «Línea anular»), es, por el momento, la única línea circular del Metro de Moscú. Se construyó entre 1950-54 rodeando el centro de Moscú, y se convirtió en crucial en las pautas de transbordo de pasajeros.
De entre todas las líneas, ésta es la más famosa. Ello se debe a sus hermosas estaciones, construidas en el momento cumbre de la arquitectura estalinista. Cada una de sus 12 estaciones destaca por sus propios méritos, pero algunas, como Komsomólskaya, Novoslobódskaya y Kíevskaya son representativas.

## Historia
Los planes iniciales para el desarrollo del Metro de Moscú no incluían ninguna previsión de construir una línea circular. Se proyectaron solamente líneas diametrales para cruzar el centro de la ciudad, con estaciones enlazadas en las intersecciones. En cualquier caso, tras la apertura de la segunda fase en 1938, quedó claro por la carga excesiva en esos enlaces, que ese plan era insuficiente para dar servicio al creciente número de pasajeros según el sistema se iba a ir extendiendo. Según un rumor, el mismo Iósif Stalin sugirió la idea del anillo tras levantar una taza de café que había dejado sobre el plano del proyecto de desarrollo original (sin anillo) y ver el cerco dejado por esta alrededor del centro de la ciudad. Incluso se cree que el color marrón asignado a esta línea se debe a este hecho.[cita requerida]
La localización del anillo también fue objeto de debate. Se discutió si era mejor aprovechar el Sadóvoye Koltsó, avenida que circunda el centro, o una circunferencia de mayor diámetro. Al final se decidió alinear parcialmente el tramo sur a lo largo del Sadóvoye Koltsó, y desviar el norte para conectar con la mayor parte de las terminales de tren de Moscú. Esto resolvió un importante problema logístico porque, debido a la configuración de las líneas de ferrocarril de Rusia, era imposible viajar de una región a un lado de Moscú a otra al otro lado sin tener que hacer un cambio "manual" de una terminal a otra. 
La construcción de la línea circular comenzó poco después de la guerra, y la primera fase, de Park Kultury a Kúrskaya, se abrió en 1950. En 1952 una segunda segmento completó la desviación norte hasta Belorússkaya y en 1954 la circunferencia quedó cerrada.
La construcción del anillo dio lugar a grandes cambios en los patrones de flujo de pasajeros en torno a Moscú, y supuso una plataforma de desarrollo sistemático para muchas líneas en años sucesivos. Un total de 7 líneas radiales comenzaban en el anillo, de entre las cuales 4 se unieron en el centro y se convirtieron en diametrales.

### Trayectoria
| Tramo                       | Inauguración        | Longitud |
| --------------------------- | ------------------- | -------- |
| Park Kultury – Kúrskaya     | 1 de enero de 1950  | 6.5 km   |
| Kúrskaya – Belorússkaya     | 30 de enero de 1952 | 7.0 km   |
| Belorússkaya – Park Kultury | 14 de marzo de 1954 | 5.9 km   |
| Total:                      | 12 estaciones       | 19.4 km  |

## Transbordos
La línea Koltsevaya, a diferencia de otras líneas de metro de Moscú, no tiene estaciones que pertenecen a esa línea exclusiva; más bien, todas sus estaciones son estaciones de transbordo, que une a otras líneas, como se muestra a continuación:
| Transbordo a                       | En              |
| ---------------------------------- | --------------- |
| Línea Sokolnicheskaya              | Park Kultury    |
| Línea Sokolnicheskaya              | Komsomolskaya   |
| Línea Zamoskvorétskaya             | Paveletskaya    |
| Línea Zamoskvorétskaya             | Belorusskaya    |
| Línea Arbatsko-Pokrovskaya         | Kurskaya        |
| Línea Arbatsko-Pokrovskaya         | Kiyevskaya      |
| Línea Filyovskaya                  | Kiyevskaya      |
| Línea Kaluzhsko-Rizhskaya          | Oktyabrskaya    |
| Línea Kaluzhsko-Rizhskaya          | Prospekt Mira   |
| Línea Tagansko-Krasnopresnenskaya  | Taganskaya      |
| Línea Tagansko-Krasnopresnenskaya  | Barrikadnaya    |
| Línea Kalininskaya                 | Marksistskaya   |
| Línea Serpukhovsko-Timiryazevskaya | Serpukhovskaya  |
| Línea Serpukhovsko-Timiryazevskaya | Mendeleyevskaya |
| Línea Lyublinsko-Dmitrovskaya      | Chkalovskaya    |